# Roger Adrià
Roger Adrià Oliveras (* 18. April 1998 in Barcelona) ist ein spanischer Radrennfahrer.

## Sportlicher Werdegang
Seine sportliche Laufbahn begann Adrià im Fußball, wo er als Mittelfeldspieler aktiv war. Nach Verletzungen musste er mit dem Fußball aufhören und kam 2015 zum Radsport. Nach guten Ergebnissen bei den Junioren wurde er 2017 Mitglied im Team Lizarte, für das er drei Jahre an den Start ging. 2018 wurde er spanischer Vizemeister im Einzelzeitfahren der U23, 2019 gewann er die Copa de España amateur de ciclismo, den spanischen Pokal für Amateurfahrer. 
Zur Saison 2020 wurde Adrià Mitglied im neu gegründeten UCI Continental Team Equipo Kern Pharma, mit dem er 2021 in die UCI ProTour aufstieg. Nach dem Gewinn der Nachwuchswertung der Serbien-Rundfahrt 2020 erzielte er in der Saison 2022 mit dem Gewinn der zweiten Etappe der Route d’Occitanie seinen ersten internationalen Sieg. In derselben Saison nahm er mit der Vuelta a España seine erste Grand Tour in Angriff, die er jedoch nach der 10. Etappe aufgrund einer Infektion mit dem COVID-19-Virus abbrechen musste.
Nach einer Reihe von Top10-Platzierungen in der Saison 2023 wurde im August des Jahres der Wechsel in die UCI WorldTour zum Team Bora-hansgrohe bekannt gegeben. Der Sieg beim Grand Prix de Wallonie 2024 war der erste Erfolg für sein neues Team.

## Erfolge
2017
- Nachwuchswertung Volta a Portugal do Futuro

2020
- Nachwuchswertung Serbien-Rundfahrt

2022
- eine Etappe Route d’Occitanie

2024
- Grand Prix de Wallonie

2025
- eine Etappe Vuelta a Burgos

## Grand-Tour-Platzierungen
| Grand Tour            | 2022 | 2023 | 2024 |
| --------------------- | ---- | ---- | ---- |
| Giro d’ItaliaGiro     | –    | –    | –    |
| Tour de FranceTour    | –    | –    | –    |
| Vuelta a EspañaVuelta | DNF  | –    | 43   |